# Liste de musées à Tokyo
Cette liste présente les musées et les galeries d'art situés à Tokyo.
| Nom du musée                                                                            | Image | District ou arrondissement | Type                       | Sommaire |
| --------------------------------------------------------------------------------------- | ----- | -------------------------- | -------------------------- | --- |
| Musée de l'ancien orient                                                                |       | Ikebukuro                  | Art                        | Artefacts de l'ancien Proche-Orient et de l'Asie centrale |
| Musée Asakura Choso                                                                     |       | Taitō                      | Art                        | site en japonais, information, sculpture |
| Musée des billets de banque et des timbres-poste                                        |       | Shinjuku                   | Numismatique               | site en japonais, information |
| Musée de la monnaie de la banque du Japon                                               |       | Chūō                       | Numismatique               | site |
| Beer Museum Yebisu                                                                      |       | Shibuya                    | Alimentation               | site, histoire, science et culture de la bière |
| Bicycle Culture Center                                                                  |       | Chiyoda                    | Transport                  | site |
| Musée d'art Bridgestone                                                                 |       | Chūō                       | Art                        | Comprend des impressionnistes, des post-impressionnistes et de l'art du XXe siècle, anciennes céramiques grecques                                                |
| Bunkamura                                                                               |       | Shibuya                    | Art                        | Salle de concert, théâtre et galerie |
| Bunka Gakuen Costume Museum                                                             |       | Shibuya                    | Mode                       | site, costumes historiques artisanats associés aux costumes dans le monde                                                                                        |
| Musée historique de Bunkyō                                                              |       | Bunkyō                     | Histoire                   | site en japonais, information, histoire et culture |
| Musée Daimaru                                                                           |       | Chiyoda                    | Art                        | site en japonais, information |
| Daimyo Clock Museum                                                                     |       | Taitō                      | Horlogerie                 | information, information, site en japonais |
| Centre d'apprentissage des séismes                                                      |       | Meguro                     | Science                    | information, information |
| Musée d'Edo-Tokyo                                                                       |       | Ryōgoku                    | Histoire                   | Histoire de Tokyo |
| Musée d'architecture en plein air d'Edo-Tokyo                                           |       | Koganei                    | À ciel ouvert              | Bâtiments japonais historiques. |
| Musée Eisei Bunko                                                                       |       | Bunkyō                     | Art                        | Beaux-arts et documents historiques |
| Musée mémorial de l'empereur Showa                                                      |       | Tachikawa                  | Biographique               | site, situé dans le parc mémorial Shōwa (aussi appelé « parc Shōwa Kinen »), vie et souvenir de l'empereur Hirohito et de sa femme, l'impératrice Kōjun          |
| Salle d'exposition du bureau des archives du Ministère japonais des affaires étrangères |       | Minato-ku                  | Archives diplomatiques     | site du musée |
| Musée Fukagawa-Edo                                                                      |       | Kōtō                       | Histoire                   | information, reproduction en miniature du centre-ville d'Edo |
| Musée du gaz de Tokyo                                                                   |       | Kodaira                    | Industrie                  | site en japonais, « information »(Archive.org • Wikiwix • Archive.is • Google • Que faire ?), information, gas appliances and technology                         |
| Musée Ghibli                                                                            |       | Mitaka                     | Art                        | Ouvrages d'animation de Hayao Miyazaki et Studio Ghibli |
| Musée Gotoh                                                                             |       | Setagaya                   | Art                        | Art classique japonais et chinois |
| Musée d'art contemporain de Hara                                                        |       | Shinagawa                  | Art                        | site |
| Musée d'art Machiko Hasegawa                                                            |       | Setagaya                   | Art                        | Bandes dessinées de Machiko Hasegawa, auteure de la série Sazae-san                                                                                              |
| Musée des beaux-arts de Hatakeyama                                                      |       | Minato                     | Art                        | site, information, art chinois, coréen et japonais |
| Maison de Shiseido                                                                      |       | Chūō                       | Mode                       | site, information, histoire des produits cosmétiques Shiseido |
| Musée d'art Idemitsu                                                                    |       | Marunouchi                 | Art                        | Présente une collection de peintures et calligraphies japonaises et des céramiques d'Asie de l'est                                                               |
| Industrial Safety Museum & Theater                                                      |       | Minato                     | Industrie                  | site |
| Itabashi Ward Public Ecopolis Center                                                    |       | Marunouchi                 | Science                    | information |
| JAXA i                                                                                  |       | Chiyoda                    | Science                    | site, science aérospatiale, géré par la Japan Aerospace Exploration Agency                                                                                       |
| Musée du football japonais                                                              |       | Bunkyō                     | Sports                     | site, information, football au Japon |
| Temple de la renommée du baseball du Japon                                              |       | Bunkyō                     | Sports                     | |
| Musée d'artisanat folklorique japonais                                                  |       | Meguro                     | Art                        | Aussi connu sous le nom musée Mingeikan, artisanat populaire japonais et de Chine, de Corée, d'Angleterre, d'Afrique et d'ailleurs                               |
| Musée de l'épée japonaise                                                               |       | Shibuya                    | Militaire                  | Art de l'épée japonaise |
| JCII Camera Museum                                                                      |       | Chiyoda                    | Technologie                | site, caméras, photographie et film |
| Kanto Earthquake Disaster Memorial Museum                                               |       | Sumida                     | Histoire                   | information |
| Musée municipal de Katsushika                                                           |       | Katsushika                 | Science                    | site, ainsi qu'histoire locale et astronomie |
| Musée Katsushika Shibamata Tora-san                                                     |       | Katsushika                 | Histoire                   | information, |
| Musée Kinunomichi                                                                       |       | Hachiōji                   | Histoire                   | information in Japanese, video, histoire du commerce de la soie et de la route de la soie                                                                        |
| Musée Kite                                                                              |       | Chūō                       | Sports                     | site, cerfs-volants japonais et asiatiques |
| Galerie Kobo                                                                            |       | Chūō                       | Art                        | |
| Musée mémorial Kodansha Noma                                                            |       | Bunkyō                     | Art                        | site, art et trésors culturels |
| Annexe Koishikawa, musée de l'université, Université de Tokyo                           |       | Bunkyō                     | Histoire naturelle         | Musée uniquement consacré à la recherche |
| Musée Koishikawa de l'ukiyo-e                                                           |       | Bunkyō                     | Art                        | « site »(Archive.org • Wikiwix • Archive.is • Google • Que faire ?), Peintures ukiyo-e                                                                           |
| Kyodo no mori                                                                           |       | Fuchū                      | À ciel ouvert              | |
| Musée d'art Matsuoka                                                                    |       | Shirokanedai               | Art                        | site, description of collections |
| Musée d'art de Meguro                                                                   |       | Meguro                     | Art                        | Art moderne et contemporain japonais ainsi qu'artistes internationaux                                                                                            |
| Musée de parasitologie de Meguro                                                        |       | Meguro                     | Médecine                   | site |
| Musée du trésor de Meiji Jingu                                                          |       | Shibuya                    | Art                        | site, objets utilisés par la cour de l'empereur Meiji |
| Musée de l'université Meiji                                                             |       | Chiyoda                    | Multiple                   | site en japonais, information, trois départements : artisanats, criminologie, archaéologie                                                                       |
| Mémorial Michio Miyagi                                                                  |       | Shinjuku                   | Musique                    | Vie et œuvres du musicien Michio Miyagi |
| Musée de musique Min-On                                                                 |       | Shinjuku                   | Musique                    | site en japonais, information |
| Miraikan                                                                                |       | Odaiba                     | Science                    | site National Museum of Emerging Science and Innovation |
| Musée mémorial Mitsui                                                                   |       | Chūō                       | Art                        | site, art japonais et asiatique et arts décoratifs |
| Musée Mitsuo Aida                                                                       |       | Chūō                       | Art                        | site, œuvres du poète calligraphe Mitsuo Aida |
| Musée Mitsubishi Ichigokan                                                              |       | Marunouchi                 | Art                        | site Ouvert en avril 2010, spécialisé en art occidental du XIXe siècle                                                                                           |
| Musée d'art Mori                                                                        |       | Roppongi                   | Art                        | Art contemporain |
| Musée de la publicité et du marketing                                                   |       | Shiodome                   | Science                    | site, également connu comme Musée de la publicité à Tokyo, histoire de la publicité au Japon                                                                     |
| Musée d'art contemporain de Tokyo                                                       |       | Kōtō                       | Art                        | À Kiba |
| Musée de la logistique                                                                  |       | Minato                     | Transport                  | site en japonais, information |
| Musée océanographique de Tokyo                                                          |       | Odaiba                     | Maritime                   | site |
| Musée des collections impériales                                                        |       | Chiyoda                    | Art                        | Expositions temporaires d'une partie des trésors de l'agence impériale                                                                                           |
| NHK Museum of Broadcasting                                                              |       | Minato                     | Media                      | site, histoire de la radiodiffusion au Japon |
| NTT InterCommunication Center                                                           |       | Shinjuku                   | Art                        | Media art |
| Centre national des Arts de Tokyo                                                       |       | Roppongi                   | Art                        | Peintures du XXe siècle et art moderne |
| Observatoire astronomique national du Japon                                             |       | Mitaka                     | Science                    | Astronomie |
| Musée national de la maladie de Hansen                                                  |       | Higashimurayama            | Science                    | Histoire de la maladie de Hansen (lèpre) au Japon et de ses effets sur les personnes contaminées                                                                 |
| Musée national de la nature et des sciences de Tokyo                                    |       | Ueno                       | Histoire naturelle         | site |
| Musée d'art moderne de Tokyo                                                            |       | Chiyoda                    | Art                        | |
| Musée national de l'art occidental                                                      |       | Ueno                       | Art                        | Art de la tradition occidentale |
| Musée mémorial national Shōwa                                                           |       | Chiyoda                    | Histoire                   | Aussi connu sous le nom Shōwakan, mode de vie du peuple japonais pendant l'ère Shōwa, surtout pendant et après la Seconde Guerre mondiale, situé dans Kudanshita |
| New Otani Art Museum                                                                    |       | Chiyoda                    | Art                        | Art moderne de France et du Japon |
| Musée Nezu                                                                              |       | Minato                     | Art                        | Arts japonais et autres arts asiatiques pré-modernes, dont les arts associés au thé                                                                              |
| O Art Museum                                                                            |       | Ōsaki                      | Art                        | site |
| Okura Shukokan                                                                          |       | Minato                     | Art                        | site, art japonais et asiatique |
| Ota Memorial Museum of Art                                                              |       | Shibuya                    | Art                        | site, Ukiyo-e (estampes sur bois japonaises) |
| Orugoru no Chiisana Hakubutsukan                                                        |       | Bunkyō                     | Musique                    | Instruments de musique mécaniques |
| Musée du papier                                                                         |       | Kita                       | Industrie                  | site, industrie du papier, histoire et usages du papier |
| Musée philatélique de Tokyo                                                             |       | Toshima                    | Philatélie                 | site, timbres postaux |
| Parc du chemin de fer d'Ōme                                                             |       | Ōme                        | Transport                  | site en anglais |
| Prince Chichibu Memorial Sports Museum                                                  |       | Shinjuku                   | Sports                     | site |
| Princess Gallery Handbag Museum                                                         |       | Taitō                      | Mode                       | site en japonais, information, histoire du sac à main au Japon et sacs du monde entier                                                                           |
| Musée de l'imprimerie (Tokyo)                                                           |       | Bunkyō                     | Media                      | site, l'impression comme forme de communication |
| Rainbow Sewer Museum                                                                    |       | Odaiba                     | Science                    | site en japonais, information, structure du système de drainage de Tokyo                                                                                         |
| Ridai Museum of Modern Science                                                          |       | Shinjuku                   | Science                    | information, partie du musée des sciences de l'université de Tokyo, histoire de l'université, calculateur et ordinateurs au Japon                                |
| Ryōgoku Kokugikan Sumo Museum                                                           |       | Sumida                     | Sports                     | site |
| Centre de promotion de la sécurité                                                      |       | Ōta                        | Aerospace                  | Sécurité aérienne, ouvert sur réservation |
| Musée des sciences, Tokyo                                                               |       | Chiyoda                    | Science                    | site |
| Musée Sekine Kunen Shodo                                                                |       | Taitō                      | Art                        | information, calligraphie |
| Musée d'art de Setagaya                                                                 |       | Setagaya                   | Art                        | |
| Musée d'histoire de Setagaya                                                            |       | Setagaya                   | Histoire                   | information, information, histoire locale |
| Musée d'histoire de Shinjuku                                                            |       | Shinjuku                   | Histoire                   | site en japonais, information, histoire locale |
| Musée de Shitamachi                                                                     |       | Ueno                       | Histoire                   | Culture traditionnelle du quartier Shitamachi de Tokyo |
| Musée d'art de Shoto                                                                    |       | Shibuya                    | Art                        | site, art local, peintures, sculpture et artisanat |
| Musée d'art Sompo du Japon                                                              |       | Shinjuku                   | Art                        | site |
| Musée de l'animation de Suginami                                                        |       | Suginami                   | Art                        | site |
| Musée historique de Suginami                                                            |       | Suginami                   | Histoire                   | information, histoire locale et culture |
| Musée des sciences de Suginami                                                          |       | Suginami                   | Science                    | |
| Musée du costume Sugino                                                                 |       | Shinagawa                  | Mode                       | site en français |
| Sumida Heritage Museum                                                                  |       | Sumida                     | Histoire                   | site en japonais, information, histoire locale |
| Musée d'art de Suntory                                                                  |       | Roppongi                   | Art                        | site |
| Tei-Park                                                                                |       | Chiyoda                    | Media                      | site, information et telecommunications, histoire postale, assurance                                                                                             |
| Musée de l'énergie électrique TEPCO                                                     |       | Shibuya                    | Science                    | site, information, électricité, géré par TEPCO |
| Musée du sel et du tabac                                                                |       | Shibuya                    | Industrie                  | site, usages du tabac et du sel à travers l'histoire |
| Musée Tōbu des transports et de la culture                                              |       | Sumida                     | Chemin de fer              | |
| Toei Animation Gallery                                                                  |       | Nerima                     | Art                        | information |
| Musée des incendies, Tokyo                                                              |       | Shinjuku                   | Lutte contre les incendies | information, site en japonais |
| Musée d'art Fuji de Tokyo                                                               |       | Hachiōji                   | Art                        | site, comprend des peintures, des estampes, des photographies, des sculptures, des céramiques et des laques, des armures, des épées et des médaillons            |
| Tokyo Hongo Ceramics Museum                                                             |       | Bunkyō                     | Art                        | information, histoire et culture |
| Musée d'art métropolitain de Tokyo                                                      |       | Ueno                       | Art                        | |
| Tokyo Metropolitan Art Space                                                            |       | Toshima                    | Art                        | Salle de concert avec galerie d'exposition |
| Musée métropolitain de photographie de Tokyo                                            |       | Meguro                     | Art                        | |
| Tokyo Metropolitan Police Museum                                                        |       | Chūō                       | Application de la loi      | information, site en japonais |
| Tokyo Metropolitan Teien Art Museum                                                     |       | Minato                     | Art                        | Maison art déco avec expositions temporaires |
| Tokyo Metropolitan Water Science Museum                                                 |       | Kōtō                       | Science                    | information |
| Musée national de Tokyo                                                                 |       | Ueno                       | Art                        | Œuvres d'art et objets archéologiques de l'Asie, se concentrant sur le Japon                                                                                     |
| Musée du métro de Tokyo                                                                 |       | Edogawa                    | Transport                  | site en anglais |
| Tokyo Waterworks Historical Museum                                                      |       | Bunkyō                     | Science                    | information, information, système d'approvisionnement en eau de Tokyo                                                                                            |
| Musée royal d'Ueno                                                                      |       | Ueno                       | Art                        | information, site en japonais |
| University Art Museum, Tokyo University of the Arts                                     |       | Ueno                       | Art                        | site |
| Waseda University Tsubouchi Memorial Theatre Museum                                     |       | Shinjuku                   | Théâtre                    | Histoire du théâtre |
| Musée d'art contemporain Watari                                                         |       | Shibuya                    | Art                        | |
| Musée d'art Yamatane                                                                    |       | Shibuya                    | Art                        | Style nihonga d'aquarelles japonaises |
| Yūshūkan                                                                                |       | Chiyoda                    | Militaire                  | Victimes de guerre japonaises et activités militaires depuis le début de la restauration de Meiji à la fin de la guerre du Pacifique                             |
| Zoshigaya Missionary Museum                                                             |       | Toshima                    | Maison historique          | |

## Source
- (en) Cet article est partiellement ou en totalité issu de l’article de Wikipédia en anglais intitulé « List of museums in Tokyo » (voir la liste des auteurs).